# 哲里木盟

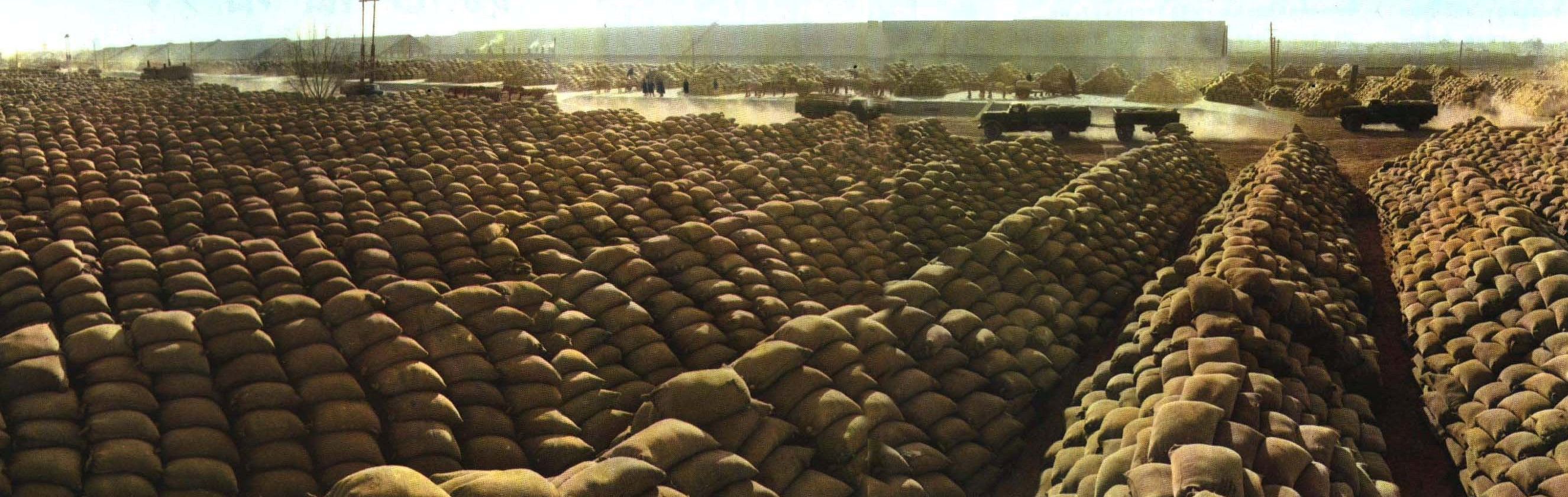
1965年哲里木盟的粮仓

哲里木盟，是清代內札薩克蒙古六盟之一，因其會盟之地哲里木山而得名。
民国年间先后被奉系军阀和满洲国统治并一度撤销，中华人民共和国成立後成为内蒙古自治区东部的地级行政区名，直至1999年撤销，改设地级通辽市。

## 历史沿革

### 清代
清代的哲里木盟地域在明末时原为科尔沁部遊牧地。科尔沁万户是成吉思汗弟弟哈撒儿和其后裔带领的部落。16世纪中叶，好儿趁（即科尔沁）万户的左翼南下，迁到嫩江一带住牧，从此科尔沁万户有了阿魯科爾沁和嫩〈江〉科尔沁之别（后来称科尔沁部）。1624年嫩科尔沁部与后金努尔哈赤正式结盟。
清崇德元年（1636年），漠南蒙古16部49名领主与后金满蒙汉文武官员百余人在盛京召开大会，共推皇太极为“博格达彻辰汗”，改国号为“大清”；随后，科尔沁部六旗（分左、右兩翼各前中后三旗）、郭尔罗斯部二旗（分前、后各一旗）、扎赉特部一旗、杜尔伯特部一旗；其中由土谢图亲王掌右翼，科尔沁右翼中、前、后三旗后来又别称为土谢图王旗、札萨克图王旗和镇国公旗，并附上杜尔伯特部和札赉特部各一旗；由达尔罕亲王掌左翼，科尔沁左翼中、前、后三旗后来又别称为达尔汉王旗、冰图王旗和博多勒噶台王旗，并附上郭尔罗斯部前、后二旗。
皇太极、顺治帝时期，清廷对內札薩克蒙古诸部建旗划界，牧地固定。在皇太极时期亦出现会盟制度。日后成型的卓索圖盟、哲里木盟、昭烏達盟即是最早举行盟会的三个盟。当时，科尔沁部十旗在滔里河（即洮儿河）波洛代刚甘（tuur-yin γnool-un buludai γangγan）地方会盟。顺治十二年（1655年）的一份满文题本所记“向来科尔沁十旗在土谢图汗亲王处会盟”:133。
康熙年间，內札薩克蒙古盟会制度逐步成型。康熙四十一年（1702年），“十科尔沁仍在之前会盟之哲里木之地为一会”。雍正十二年（1735年），乌兰查卜（乌兰察布）、西林郭尔（锡林郭勒）、集鲁穆（哲里木）三个盟名首次出现在史籍中:134—135。十旗会盟的哲里木山，位于今科尔沁右翼中旗境。首任盟长罗卜藏衮布。

### 民國以後
民國初年，各盟已經由不負責行政事務的監察機構轉變為蒙古族聚居區的一般行政區，並建立了公署。「盟」在蒙古语中改称“艾马克”。
1914年后，哲里木盟的各個旗分属奉天、吉林、黑龙江三省（科尔沁左、右翼六旗属奉天省、郭尔罗斯前旗属吉林省，郭尔罗斯后旗、扎赉特旗、杜尔伯特旗属黑龙江省）。清代不入盟的依克明安旗，也在此時參加哲里木盟的盟會。1929年南京政府上台後，仍維持北洋政府時期的旗縣並存，只是將蒙旗歸蒙藏委员会直接領導。至1931年，共有来自十旗的24位王公先后担任盟长、副盟长，举办了60余次会盟活动。清廷会派员亲临检阅。会盟活动取消后，当地旗民在农历四月二十月会自发组织活动。
1946年由中共接收后，成立哲里木盟政府（驻巴音塔拉）；并析科尔沁右翼前、中、后三旗及扎赉特旗置兴安盟。1947年迁驻通辽，属遼北省。1947年扎鲁特旗、奈曼旗自昭乌达盟划入。1948年库伦旗自昭乌达盟划入。1949年开鲁县自热河省划入，同年撤销科尔沁左翼前旗，并入彰武县、科尔沁左翼后旗和库伦旗；同年撤销辽北省，划归内蒙古自治区。1965年科尔沁右翼中旗自呼伦贝尔盟划入。1969年划归吉林省。1979年复属内蒙古自治区。1980年析出科尔沁右翼中旗划归兴安盟。1985年析扎鲁特旗地，置霍林郭勒市。
1999年1月，哲里木盟撤盟改市，改设地级通辽市。

## 所統各旗
清代哲里木盟統科尔沁部、郭尔罗斯部、扎赉特部、杜尔伯特部，共四部十旗。民國初年，原本不入盟的依克明安旗也參加哲里木盟，共五部十一旗。下面各旗括號內的名稱為其俗名。
- 科尔沁左翼前旗（宾图郡王旗、宾图旗、宾图王旗、东科前旗）：1636年建旗。1903年析出彰武县，1906年析出法库县。
- 科尔沁左翼中旗（达尔罕王旗、东科中旗）：1636年建旗。1877年析出怀德县、奉化县（即梨树县）。1902年析出辽源县。1913年析出双山县。1918年析出通辽县。
- 科尔沁左翼后旗（博多勒噶台王旗、博王旗、东科后旗）：1650年建旗。1806年析出昌圖廳。1880年析出康平县。
- 科尔沁右翼前旗（札萨克图王旗、札萨克图旗、西科前旗）：1636年建旗。1904年析出洮南府、开通县、靖安县（即洮安县）。
- 科尔沁右翼中旗（土谢图王旗、图什业图旗、西科中旗）：1636年建旗。1904年析出靖安县。1909年析出醴泉县（即突泉县）。1915年析出开化县（即瞻榆县）。
- 科尔沁右翼后旗（镇国公旗、苏鄂公旗、西科后旗）：1636年建旗。1905年析出安广县。1909年析出镇东县。
- 郭尔罗斯前旗：1636年建旗。1800年析出长春厅。1889年析出农安县。1908年析出长岭县。1910年析出德惠县。1928年析出安县。
- 郭尔罗斯后旗：1648年建旗。1906年析出肇州县。1929年析出肇东县。
- 杜尔伯特旗：1648年建旗。1906年析出安达县。1917年析出林甸县。1927年析出泰康设治局。
- 扎赉特旗：1636年建旗。1904年析出大赉直隶厅，1913年后相继设泰来县、景星县。
- 依克明安旗：1775年建旗。1906年析出拜泉县。1929年析出依安县。

## 历任盟长

### 清代至民国初年
清朝到中华民国初期的221年间，共计24位盟长、副盟长：
自罗卜藏衮布于康熙四十九年（1710年）任盟长起。图什业图旗的阿拉巴坦、诺尔布琳沁、巴宝多尔济、色旺诺尔布桑保，札萨克图旗的索特那木伦布木、乌泰，扎赉特旗的玛什巴图、阿拉坦敖绰尔，达尔罕旗的罗卜藏衮布、色旺诺尔布、恭格喇布坦、旺扎勒道尔济、拉旺、丹曾旺布、巴图、索特那木朋素克、济克登旺库尔、色布腾巴勒珠尔、葛勒桑栋罗布、那木济勒色楞，博多勒葛台旗的齐默特多尔济、僧格林沁，前郭尔罗斯旗的固鲁扎布、齐莫特散帔勒等24位王公先后担任盟长、副盟长。末任盟长齐莫特散帔勒于1905年-1931年在任。

### 内蒙古自治区时期
中共解放区及中华人民共和国成立后的哲里木盟盟长（此时已经变成普通行政区）：
1. 乌力图， 蒙古族，自1947年1月至1948年12月任盟长。
2. 刘式钦，男，汉族，自1949年1月至1949年4月任盟长(中共党员)。
3. 包忠爱，男，蒙古族，中共党员，自1949年4月至1949年5月任盟长。
4. 梁一鸣，男，汉族，中共党员，自1949年5月至1949年8月任盟长。
5. 王晓天，男，汉族，中共党员，自1949年8月至1952年5月任盟长。
6. 边亭，男，汉族，中共党员，自1952年7月至1953年1月任盟长。
7. 特古斯，男，蒙古族，中共党员，自1954年4月至1956年12月任盟长。
8. 色音巴雅尔，男，蒙古族，中共党员，自1956年12月至1968年1月任盟长。
9. 赵玉温，男，汉族，中共党员，自1968年1月至1972年8月任革委会主任。
10. 辛纪仁，男，汉族，中共党员，自1972年8月至1973年10月任革委会主任。
11. 霍明光，男，汉族，中共党员，自1973年10月至1977年9月任革委会主任。
12. 石光华，男，汉族，中共党员，自1977年9月至1979年7月任革委会主任。1979年7月至1980年4月任盟长。
13. 那木吉，男，蒙古族，中共党员，自1980年4月至1983年6月任盟长。
14. 周德海，男，汉族，中共党员，自1983年6月至1989年5月任盟长。
15. 特日根，男，蒙古族，中共党员，自1989年5月至1992年12月任盟长。
16. 旺其嘎，男，蒙古族，中共党员，自1992年12月至1996年3月任盟长。
17. 祝广凯，男，汉族，中共党员，自1996年3月至1998年2月任盟长。
18. 赵双连，男，蒙古族，中共党员，自1998年2月至1999年8月任盟长。

## 各旗王公贵族

### 科尔沁右翼中旗扎薩克和碩土謝图親王
1. 奧巴（1626年 - 1632年）
2. 巴達礼（1633年 - 1671年）…奧巴長子
3. 巴雅斯呼朗（1672年 - 1673年）…巴達礼長子
4. 阿喇善（1674年 - 1688年）…巴雅斯呼朗長子
5. 沙津（1688年 - 1702年）…巴達礼次子
6. 阿喇善（1702年 - 1711年）
7. 鄂勒斋图（1712年 - 1720年）…阿喇善長子
8. 阿喇布坦（1720年 - 1759年）
9. 垂扎布（1759年 - 1767年）
10. 納旺（1767年）
11. 喇什納木扎勒（1767年 - 1782年）
12. 諾爾布璘沁（1782年 - 1840年）
13. 色登端魯布（1840年 - 1856年）
14. 巴宝多爾济（1856年 - 1890年）
15. 色旺諾爾布桑宝（1890年 - 1901年）
16. 業喜海順（1902年 -1944）

#### 科尔沁右翼中旗多羅貝勒
1. 沙津（1675年 - 1694年）
2. 阿必達（1694年 - 1722年）
3. 多爾济（1723年 - 1746年）
4. 特古斯額爾克图（1746年 - 1759年）
5. 古穆扎布（1759年 - 1799年）
6. 三音济雅图（1799年 - 1823年）
7. 達爾瑪扎普（1823年 - 1841年）
8. 三音瑚比图（1841年 - 1848年）
9. 旺楚克林沁（1848年 - 1861年）
10. 達木林旺济勒（1861年 - 1881年）
11. 敏珠爾色丹（1881年 - 1887年）
12. 凱畢（1887年 - 1910年）

### 科尔沁左翼中旗扎薩克和碩達爾漢親王
1. 满珠習礼（1652年 - 1665年）
2. 和塔（1665年 - 1669年）
3. 班第（1671年 - 1710年）
4. 羅卜臧袞布（1710年 - 1752年）
5. 色布騰巴勒珠爾（1752年 - 1755年）
6. 色旺諾爾布（1755年 - 1773年）
7. 旺扎勒多爾济（1774年 - 1798年）
8. 丹曾旺布（1798年 - 1808年）
9. 布彦温都爾瑚（1808年 - 1838年）
10. 索特那木朋素克（1838年 - 1874年）
11. 棍布旺济勒（1874年 - 1884年）
12. 那木济勒色楞（1884年 -1951年）

#### 科尔沁左翼中旗和碩卓哩克图親王
1. 烏克善（1636年 - 1665年）
2. 畢勒塔噶爾（1666年 - 1667年）
3. 鄂齊爾（1668年 - 1682年）
4. 都勒巴（1682年 - 1688年）
5. 巴特瑪（1688年 - 1725年）
6. 阿勒坦格呼勒（1725年 - 1736年）
7. 扎木巴勒扎木素（1737年 - 1761年）
8. 恭格喇布坦（1761年 - 1795年）
9. 拉旺（1795年 - 1804年）
10. 噶勒桑棟羅布（1804年 - 1826年）
11. 巴图（1826年 - 1861年）
12. 济克登旺庫爾（1861年 - 1891年）
13. 丹色里特旺珠爾（1891年 - 1894年）
14. 額爾德木畢里克图（1894年 - 1906年）
15. 色旺端魯布（1908年 -1930）

#### 科尔沁左翼中旗輔国公
1. 色布騰巴勒珠爾（1743年 - 1775年）
2. 鄂勒哲特穆爾額爾克巴拜（1775年 - 1793年）
3. 鄂勒哲依图（1794年 - 1819年，升貝勒，加郡王銜）
4. 济克默特（1819年 - 1848年）
5. 棍楚克林沁（1848年 - 1884年）
6. 那蘇图（1884年 - 1901年）
7. 達賚（1901年 - ？）

#### 科尔沁左翼中旗郡王
1. 奇塔特（1649年 - 1653年）
2. 額爾德尼（1653年 - 1675年）
3. 畢里克图（1676年 - 1710年）
4. 諾捫額爾赫图（1710年 - 1743年）
5. 阿旺蔵布（1743年 - 1759年）
6. 喇什噶勒当（1759年 - 1801年）
7. 桑济扎布（1801年 - 1805年）
8. 棟默特（1805年 - 1841年）
9. 济克默特朗布（1841年 - 1872年）
10. 那蘭格哷勒（1872年 - 1918年）

#### 科尔沁左翼中旗多羅貝勒
1. 綽爾济（1661年 – 1668年）
2. 鄂齐爾（1670年 – 1681年）
3. 巴克什固爾（1682年 – 1720年）
4. 阿喇布坦（1720年 - 1735年）
5. 薩木丕勒扎木素（1735年 - 1757年）
6. 三音察袞（1757年 - 1810年）
7. 色楞多爾济（1810年 - 1823年）
8. 八格拉普坦（1823年 - 1859年）
9. 桑嚕布多特賽（1859年 - 1866年）
10. 昂噶扣（1866年 – 1883年）
11. 济克登達克斋瓦（1884年 - 1905年）
12. 济克登諾爾布林沁扎木蘇（1906年 - ？）

#### 科尔沁左翼中旗固山貝子
1. 喇什（1726年 – 1750年）
2. 達爾瑪達都（1750年 – 1753年）
3. 班珠爾（1753年 – 1786年）
4. 錫第（1786年 - 1820年）
5. 阿舒噶（1820年 - 1827年）
6. 阿敏烏爾图（1827年 - 1881年）
7. 班咱喇克散（1881年 - ？）
8. 林沁多爾济（？ - ？）
9. 揚桑巴拉（1902年 - ？）

#### 科尔沁左翼中旗輔国公
1. 烏爾呼瑪勒（1724年 – 1732年）
2. 瑪哈瑪育爾（1732年 - 1770年）
3. 錫達什哩（1770年 - 1828年）
4. 巴图（1828年 - 1853年）
5. 雲端帕爾賚（1853年 - 1877年）
6. 哈斯巴图爾（1877年 - ？）

1. 图納赫（1661年 – 1688年）
2. 布尼（1688年 - 1722年）
3. 薩瑪第（1722年 - 1728年）
4. 喇什色旺（1728年 - 1765年）
5. 色當噶瑪勒（1765年 - 1798年）
6. 諾爾布（1798年 - 1822年）
7. 博囉特（1822年 - 1841年）
8. 帕拉巴（1841年 - 1862年）
9. 齐默特多爾（1862年 – 1875年）
10. 德勒格爾蒙克（1875年 – 1904年）
11. 多爾济（1904年 - ？）

1. 噶爾弼（1724年 – 1738年）
2. 察罕達喇（1738年 - 1742年）
3. 諾觀達喇（1742年 - 1802年）
4. 旺親（1802年 - ？）

1. 哈達（1750年 – 1803年）…貝子喇什第三子
2. 巴特瑪（1803年 – 1825年）…哈達長子

### 科尔沁右翼前旗扎薩克多羅扎薩克图郡王
1. 布達齐（1636年 – 1644年）
2. 拜斯噶勒（1645年 - 1657年）
3. 鄂齐爾（1657年 - 1718年）
4. 薩祜拉克（1718年 - 1731年）
5. 沙津德勒格爾（1731年 - 1749年）
6. 納旺色布騰（1749年 - 1784年）
7. 喇什端羅布（1784年 - 1798年）
8. 敏珠爾多爾济（1798年 - 1834年）
9. 索諾那木倫布木（1834年 - 1867年）
10. 達特巴扎木蘇（1867年 – 1873年）
11. 根敦占散（1873年 – 1881年）
12. 烏泰（1881年 - 1920年）

### 科尔沁左翼前旗扎薩克多羅冰图郡王
1. 洪果爾（1636年 – 1641年）
2. 額森（1646年 – 1665年）
3. 額济音（1666年 – 1696年）
4. 達達布（1696年 - 1707年）
5. 宜什班第（1707年 - 1747年）
6. 喇特納扎木素（1747年 – 1776年）
7. 桑対扎布（1776年 – 1782年）
8. 羅卜蔵占散（1782年 – 1814年）
9. 林沁扎勒参（1814年 – 1858年）
10. 錫里巴咱爾（1858年 – 1877年）
11. 敏魯普扎布（1877年 – 1904年）
12. 棍楚克蘇隆（1904年 - 1912年）

### 科尔沁左翼后旗扎薩克博多勒噶台親王
1. 棟果爾（鎮国公：1636年 – 1643年）
2. 彰吉倫（多羅貝勒：1648年 - 1650年、扎薩克多羅郡王：1650年 - 1664年）
3. 布達礼（1664年 – 1684年）
4. 扎噶爾（1684年 – 1685年）
5. 岱布（1685年 – 1710年）
6. 阿喇布坦（1710年 – 1716年）
7. 羅卜蔵喇什（1716年 – 1738年）
8. 齐默特多爾济（1738年 – 1782年）
9. 巴勒珠爾（1782年 – 1783年）
10. 索特納木多布斋（1783年 – 1825年）
11. 僧格林沁（1825年 – 1854年、扎薩克博多勒噶台親王：1854年 – 1865年）
12. 伯彦訥謨祜（1865年 – 1891年）
13. 阿穆爾灵圭（1891年 - 1930年）

#### 科尔沁左翼后旗輔国公
1. 色布騰多爾济（固山貝子：1738年 – 1743年）
2. 索諾木色稜（鎮国公：1743年 – 1771年）
3. 納遜巴图（輔国公：1771年 - ？）

#### 科尔沁左翼后旗多羅貝勒
1. 伯彦訥謨祜（輔國公：1855年 – 1864年、多羅貝勒：1864年 – 1865年）
2. 那爾蘇（1865年 – 1890年）
3. 阿穆爾灵圭（1890年 – 1891年）
4. 温都蘇（1891年 – 1893年）
5. 阿勒坦鄂齐爾（1893年 - ？）

#### 科尔沁左翼后旗輔国公
1. 朗布林沁（1855年 – 1858年）
2. 布彦图固魯克齐（1858年 – 1871年）
3. 布彦巴哩克齐（1871年 – 1884年）
4. 博迪蘇（1884年 - 1914年）

1. 温都蘇（1865年 – 1891年）
2. 那遜巴達爾呼（1891年 – 1900年）
3. 那遜阿爾畢吉呼（1900年 - 1918年）

### 科尔沁右翼后旗扎薩克鎮国公
1. 喇嘛什希（1636年 – 1647年）
2. 色稜（1648年 – 1661年）
3. 都什轄爾（1661年 – 1697年）
4. 图努瑪勒（1697年 – 1725年）
5. 喇嘛扎布（1725年 – 1754年）
6. 布延德勒格爾（1754年 – 1755年）
7. 敏珠爾多爾济（1755年 – 1768年）
8. 薩木丕勒扎木素（1768年 – 1802年）
9. 色旺多爾济（1802年 – 1834年）
10. 多布沁旺丹（1834年 – 1840年）
11. 烏勒济济爾噶勒（1840年 – 1872年）
12. 特古斯畢里克图（1872年 – 1888年）
13. 拉喜敏珠尔（1889年 - 1916年）